# Asyntona tetyroides
Asyntona tetyroides är en tvåvingeart som först beskrevs av Walker 1859.  Asyntona tetyroides ingår i släktet Asyntona och familjen bredmunsflugor. Inga underarter finns listade i Catalogue of Life.